# Łukasz Gorczyca (muzyk)
Łukasz Gorczyca (ur. 25 lutego 1976 w Krośnie) – muzyk, kompozytor, basista, aranżer, manager i producent muzyczny. Od końca lat 90. XX wieku obecny na polskiej i europejskiej scenie muzycznej.

## Kariera zawodowa
Z wykształcenia muzyk i politolog. Współpracuje z krajowymi oraz zagranicznymi muzykami.
W większości krajów Europy jak i w Polsce grał w zespołach bluesowych takich artystów jak: Wheatbread Johnson, Rob Tognoni, Wolf Mail, Billy Hamilton, Gwyn Ashton, Griff Hamlin, Chaz de Paolo, Keith Thompson, Khalif Wailin Walter, Andy Egert, Terry Man, Krissy Matthews, Big Gilson, Fernando Noronha, Pete Brown, Alex Rossi, Andrea de Luca, Keith Dunn
Pisze i komponuje dla takich artystów jak: No To Co, Marain Lichtman, Iwona Węgrowska, Vanesa Harbek i wielu innych.
Jest pomysłodawcą zespołu A.M.G, który współtworzy z Jackiem Moore’em (synem Gary Moore’a) i Arkiem Kłusowskim.
Za jego sprawą pojawił się w projektach specjalnych w Polsce Jack Moore oraz Leon Hendrix (brat Jimi Hendrixa), z którymi zagrał ponad 100 koncertów.
Procuje również z artystami z kręgu jazzu: Siggy Davis, Yvonne Sanchez, Krzysztof „Puma” Piasecki, Patsy Gamble (ceniona brytyjska saksofonistka), Jennifer Batten (słynna gitarzystka Michaela Jacksona), z którą koncertuje w Polsce jak również kręgu muzyki popularnej: Iwona Węgrowska i inni.
W 2014 roku dołączył do zespołu Oversoul (oversoul.pl), z którym nagrał dwie płyty dla Polskiego Radia.
W 2016 ukazała się płyta Gorczyca i Przyjaciele, będąca podsumowaniem dotychczasowej działalności artysty. Na płytę zaproszonych zostało wielu artystów z zagranicy, z którymi Łukasz do tej pory współpracował (m.in. Patsy Gamble, Jennifer Batten, Krissy  Matthews). Obecnie (2017) muzyk pracuje nad drugim solowym albumem.
Jest pomysłodawcą i promotorem wielu festiwali, warsztatów muzycznych i tras koncertowych (m.in. Galicja Blues Festival – Krosno, Solówka – Nowa Sól, Sztumska Noc Bluesowa).
19.09.2020 roku ukazał się album Łukasza Gorczyca zatytułowany Piosenki, która jest kontynuacją projektu Gorczyca i Przyjaciele. Na płycie pojawiają się soliści i instrumentaliści, między innymi Jennifer Batten, Patsy Gamble, Keith Thompson, Piotr Foreman Foryś, Szymon Pejski czy Lora Szafran.
24.09.2021 roku nakładem FF Music ukazała się płyta z udziałem Łukasza Gorczycy pt. Moore Plays Moore - Acoustic Gary Moore Tribute Band z udziałem Jacka Moore’a zawierająca akustyczne wersje utworów Gary Moore’a.
Jest producentem i kierownikiem muzycznym koncertu zatytułowanego Blues Mieszka w Polsce (7 lipca 2022) w ramach Suwałki Blues Festival, podczas którego wystąpili: Jacek Dewódzki, Lora Szafran, Sławomir Wierzcholski, Małgorzata Ostrowska, Kasia Kowalska i Krzysztof Cugowski.
Od 2024 roku ukazują się kolejne single Gorczycy, zapowiadające trzeci solowy album. 

## Dyskografia (wybrana)
- Wheatbread Johnson, Jesus loves a survivor, Wholegrain Rec. 2003
- Griff Hamlin Band, Live in Poland 2004
- Galicja Blues Festival, KDK, 2005
- Rob Tognoni, Capital Wah, Blues Bulevard 2007
- Piekarskie Wieczory Bluesowe vol. 2, 2007
- Piekarskie Wieczory Bluesowe vol.3, 2008
- Wojtek Więckowski, Slyde Guitar, My Music 2008
- Keith Thompson Band, Snapshot of reality, Brambus Records 2012
- Oversoul, FF Music 2014
- Rob Tognoni, Koncert w Trójce, Agencja Muzyczna Polskiego Radia 2014[16]
- Gorczyca i Przyjaciele, I still love you (singel) 2014
- Gorczyca i Przyjaciele, Czas białej magii (singel) 2014
- Patsy Gamble, Warsaw nights, Bighorn Music, 2015
- Gorczyca i Przyjaciele, Samba na słowa (singel) 2015
- Gorczyca i Przyjaciele,  HRPP Records 2016
- Gorczyca i Przyjaciele - Special Edition, HRPP Records 2016
- Oversoul 2, Agencja Muzyczna Polskiego Radia 2016
- Gorczyca i Przyjaciele, Rozpakuj mnie (singel) 2016
- Gorczyca feat. A. Kłusowski i J. Batten, Paradise (singel) FF Music 2017
- Gorczyca feat. Kasia Puma Piasecka,  Lustro (singel) FF Music 2017
- Grupa Skifflowa No To Co, 50 lat (singel) FF Music 2017
- A.M.G, Time makes us strangers (singel) Agencja Muzyczna Polskiego Radia 2017
- Świąteczny Czas, Najważniejsze znajdziesz w środku - różni wykonawcy, MTJ 2017
- Vanesa Harbek, Vaneska Tango (singel) FF Music 2018
- Gorczyca feat. Szymon Pejski, Kto się boi ten znika (singel) FF Music 2018
- Marian Lichtman, Złoty hit (singel) MadeForMusic 2018
- Marian Lichtman, Polska biel i czerwień (singel) MadeForMusic 2018
- Vanesa Harbek, High Heels Tango (EP) FF Music / e-Muzyka 2018
- Vanesa Harbek, High Heels Tango (LP)  FF Music / e-Muzyka 2019
- Rosomaki i inne zwierzaki FF Music / e-Muzyka 2019
- Szymon Pejski, Piosenki o miłości FF Music / e-Muzyka 2020
- Gorczyca - Piosenki FF Music / e-Muzyka 2020
- Iwona Węgrowska, Nic na siłę ( singiel ) / Agora 2021[4]
- Gary Moore Tribute Band feat. Jack Moore, Moore Plays Moore - Acoustic (LP) FF Music / e-Muzyka 2021[12]
- Gorczyca feat. Siggy Davis, Just like sunshine (singiel) / GD Art/ e-muzyka 2024
- Gorczyca feat. Daryl Strodes, Dream (singiel) / GD Art/ e-muzyka 2024[17]
- Gorczyca feat. Kasia Miernik, Take it or leave it (singiel) / GD Art/ e-muzyka 2025

## Powiązania
- Agencja Muzyczna Polskiego Radia
- MTJ
- HRPP Records
- FF Music s.c.

## Nagrody i wyróżnienia
1. Instrumentalista roku 2019 w ankiecie Blues Top czytelników Magazynu Twój Blues[18]